# Port Angeles
Port Angeles – miasto (city), ośrodek administracyjny hrabstwa Clallam, w północno-zachodniej części stanu Waszyngton, w Stanach Zjednoczonych, położone na półwyspie Olympic, nad cieśniną Juan de Fuca. W 2010 roku miasto liczyło 19 038 mieszkańców.
W 1791 roku dotarł tu hiszpański odkrywca Francisco de Eliza, który nazwał to miejsce Puerto de Nuestra Señora de los Angeles („Port Naszej Pani od Aniołów”). Od 1862 roku stale zasiedlone, w 1890 roku nastąpiło oficjalne założenie miasta. W mieście rozwinęło się rybołówstwo, przemysł drzewno-papierniczy i spożywczy. Znajduje się tutaj uczelnia Peninsula College (zał. 1961) oraz siedziba zarządu Parku Narodowego Olympic, zlokalizowanego na południe od miasta.
Port Angeles posiada połączenie promowe z położonym na przeciwnym brzegu cieśniny kanadyjskim miastem Victoria.